# ジャラールッディーン・ムハンマド・シャー

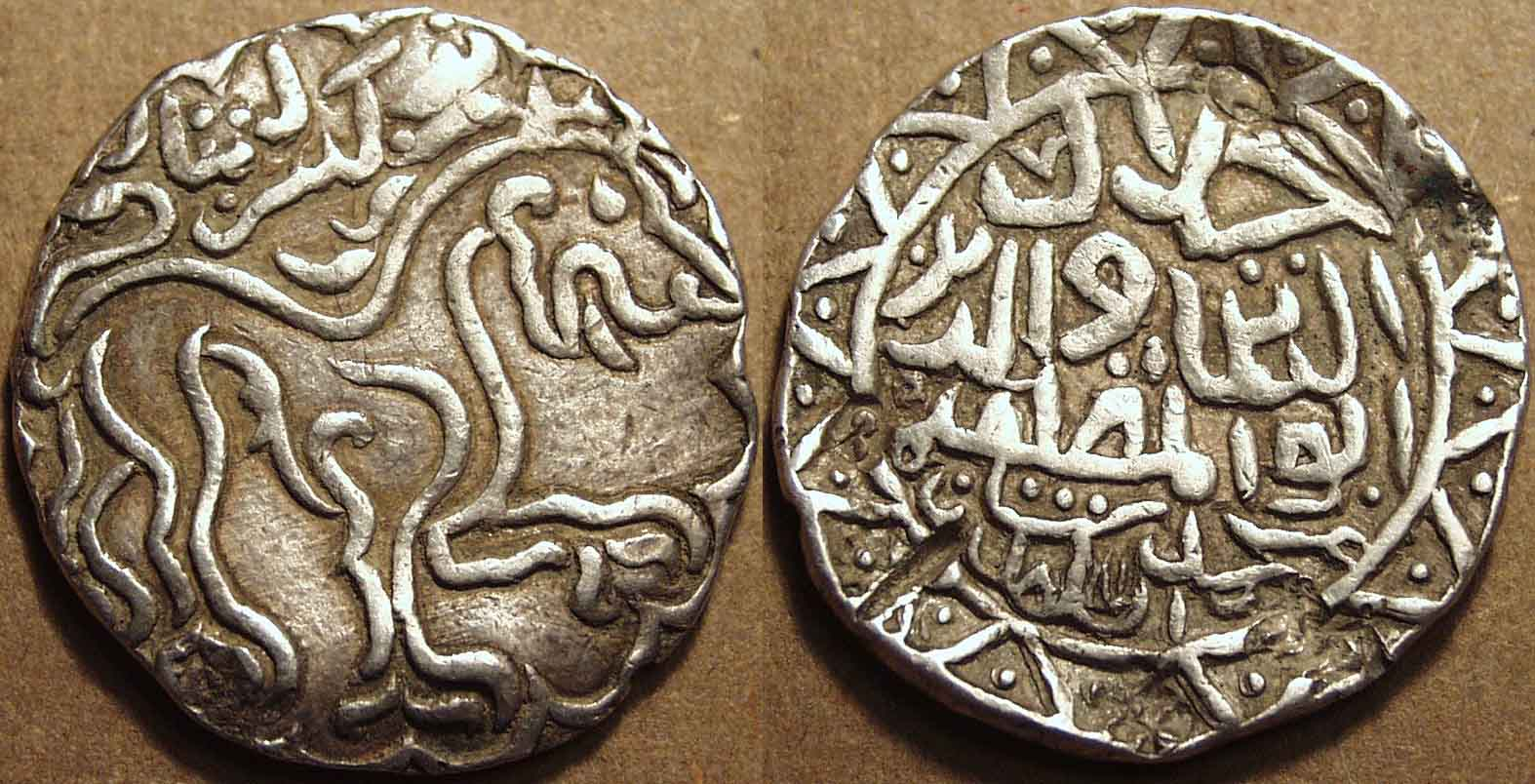
ジャラールッディーン・ムハンマド・シャーの銀貨

ジャラールッディーン・ムハンマド・シャー（Jalaluddin Muhammad Shah, 生年不詳 - 1433年）は、東インドのベンガル・スルターン朝、ラージャ・ガネーシャ朝の君主（在位：1418年 - 1433年）。もともとの名をヤドゥ（Yadu）あるいは ジャドゥ（Jadu）といった。

## 生涯

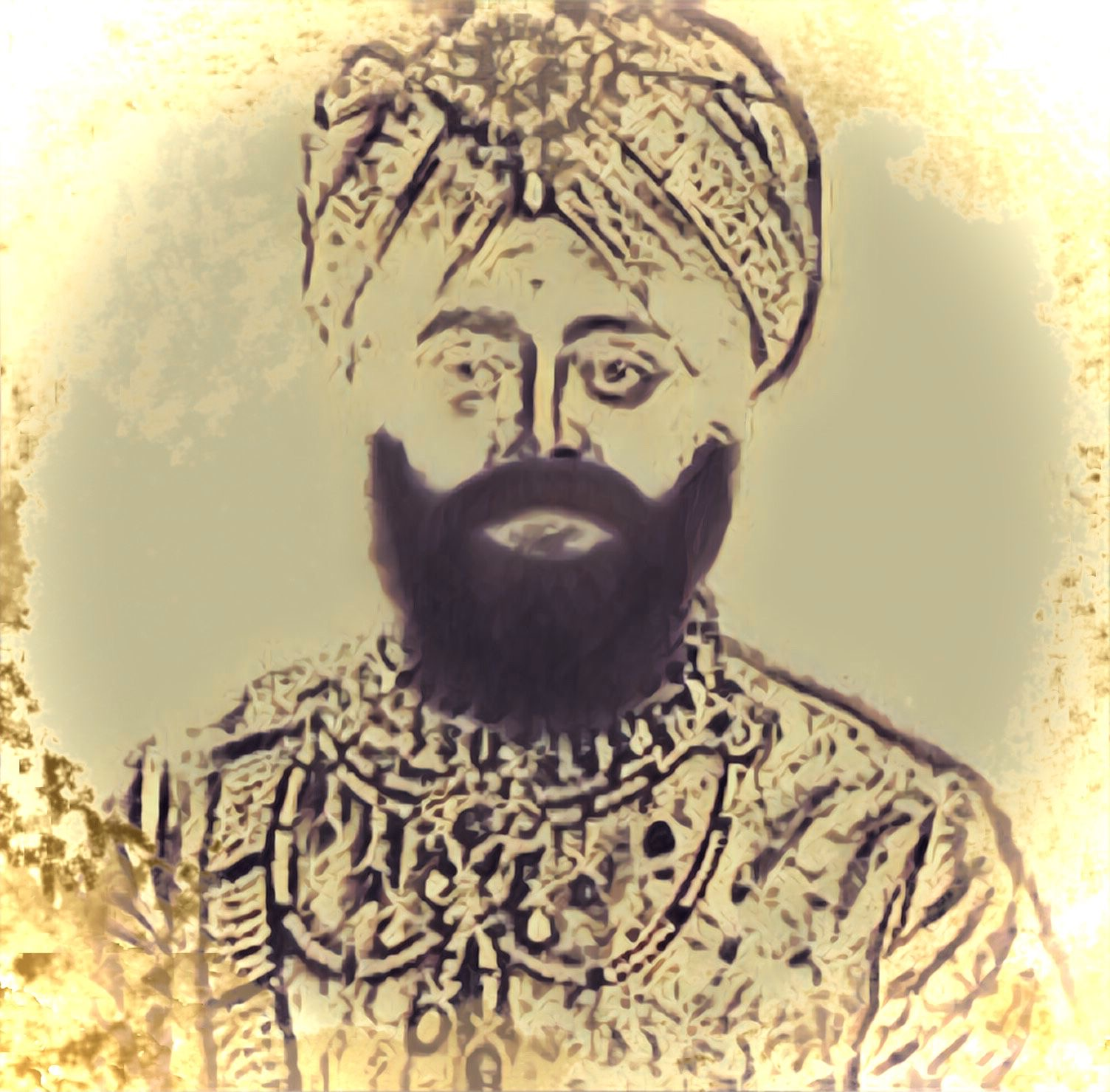
Jalaluddin Muhammad Shah

1418年、父王ラージャ・ガネーシャが死亡した。彼は前王朝イリヤース・シャーヒー朝からの簒奪者であり、なおかつヒンドゥー教徒であった。そのため、ムスリムの有力者らは彼の息子がイスラーム教に改宗することを条件にその王位を認めていた。
後継者たる息子のヤドゥは父王の死後、約束通りにヒンドゥー教からイスラーム教に改宗した。その際にジャラールッディーン・ムハンマド・シャーと名を改めた。
ムハンマド・シャーは改宗後、熱烈なイスラーム教徒となり、それを証明するために「スルターン」、「アミール」、「アラーのカリフ」（Khalifat Allah）自称した。また、メッカにマドラサを寄進したり、マムルーク朝にいたアッバース朝カリフから認証状を求めたりするなど、正統性を確保しようとした。その行動は同時代の西アジアの史料にも記されている。
ムハンマド・シャーはその公平さで知られ、軍司令官や裁判長にヒンドゥーを割り当てるなど、ムスリムとヒンドゥー教徒を差別なく平等に扱った。
また、その代にベンガル・スルターン朝の領土は広まり、父王と同様にジャウンプルと争い、チッタゴンやファリードプルなどを得て、南ビハールまで版図とした。
ムハンマド・シャーはかつてのギヤースッディーン・アーザム・シャー同様、明に使者を送り朝貢し、ティムール朝のシャー・ルフやマムルーク朝とも使節を交換するなど、国際的にも広い視野を持っていたことで知られる。明側の記録には1420年に彼が入貢したことが記されており、「榜葛剌国頭目」の「者剌里丁」と記されている。
1433年、ムハンマド・シャーは死亡し、息子シャムスッディーン・アフマド・シャーが王位を継承した。